# 6e régiment d'infanterie prussien de 1675
« Géants de Potsdam »

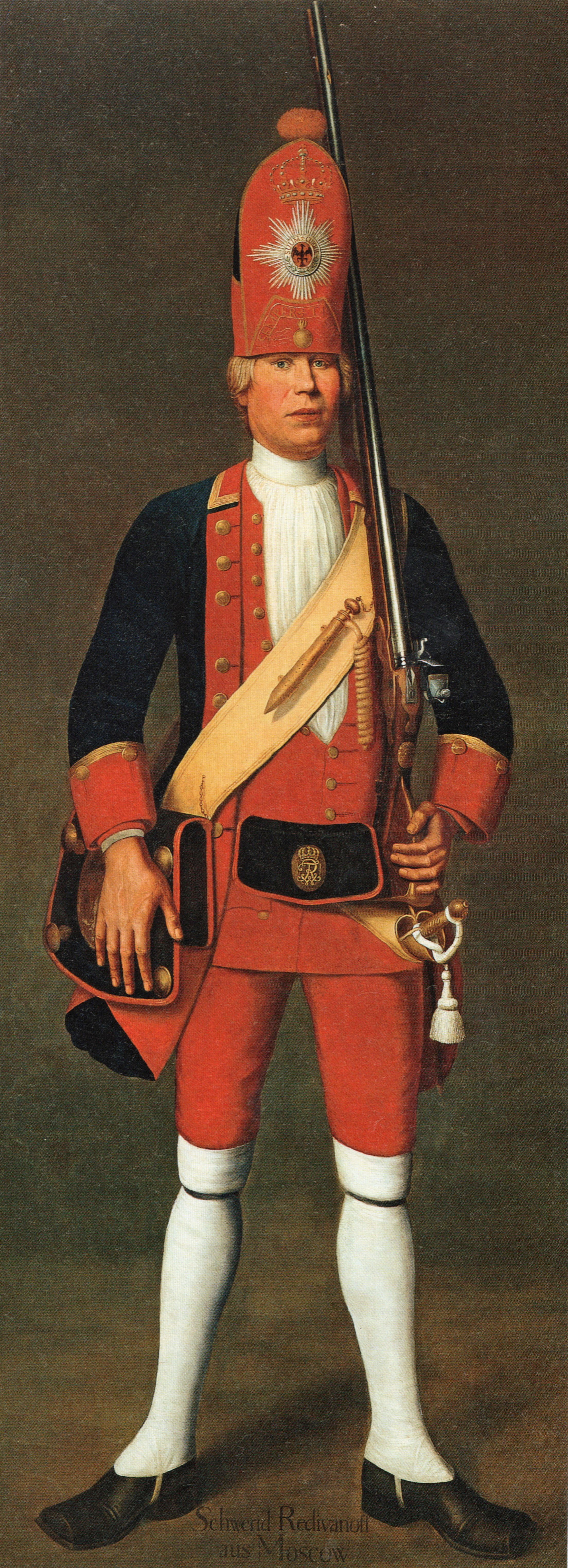
Le Langer Kerl Schwerid Rediwanoff.

Le sixième régiment d'infanterie prussien a été fondé en 1675 et a existé jusqu'en 1806, année où il a été dissous à la suite de la défaite de la Prusse dans la guerre contre la France de Napoléon.
Les soldats de ce régiment devaient impérativement avoir une taille plus grande que la moyenne (au moins 6 pieds, c'est-à-dire 1,88 m, alors que la moyenne était d'1,65 m) et étaient recrutés dans toute l'Europe. Aussi la population les surnomma « Lange Kerls » (« les Géants » ou les « Grands Gaillards »). Tout au long du règne du roi de Prusse Frédéric-Guillaume Ier de Prusse, les hommes de cette unité étaient connus sous l'appellation de « Géants de la garde de Potsdam » (Potsdamer Riesengarde) et de « Grenadiers de la Garde » (Grenadiergarde).
Ce n'est que peu de temps avant la dissolution du régiment en 1806 que la numérotation (no 6) a été adjointe au nom du régiment.

## Chefs de régiment
- 1675 : prince héritier Frédéric
- 1688 : prince héritier Frédéric-Guillaume, à partir de 1713 roi
- 1740 : Gottfried Emanuel von Einsiedel (de)
- 1745 : Wolf Friedrich von Retzow
- 1760 : Friedrich Christoph von Saldern
- 1766 : Hans Sigismund von Lestwitz (de)
- 1779 : Friedrich Wilhelm von Rohdich
- 1796 : Friedrich Adrian Dietrich von Roeder
- 1798 : Gebhard Friedrich Gottlob von Ingersleben (de)
- 1801 : Karl Ludwig von Lecoq